# Paulo Bento (kommun i Brasilien)
Paulo Bento är en kommun i Brasilien.   Den ligger i delstaten Rio Grande do Sul, i den södra delen av landet, 1 400 km söder om huvudstaden Brasília. Antalet invånare är 2 196.
Omgivningarna runt Paulo Bento är en mosaik av jordbruksmark och naturlig växtlighet. Runt Paulo Bento är det glesbefolkat, med 13 invånare per kvadratkilometer.